# اچ‌ام‌اس ولنتاین (ال۶۹)
اچ‌ام‌اس ولنتاین (ال۶۹) (به انگلیسی: HMS Valentine (L69)) یک کشتی بود که طول آن ۳۰۰ فوت (۹۱٫۴۴ متر) بود. این کشتی در سال ۱۹۱۹ ساخته شد.